# Papilio okinawensis
Papilio okinawensis là một loài bướm thuộc họ Bướm phượng (Papilionidae). 
Loài Papilio okinawensis được mô tả năm 1898 bởi Fruhstorfer. Loài bướm Papilio okinawensis sinh sống ở Nhật Bản.